# Caravelas (Mirandela)
Caravelas é uma povoação portuguesa sede da Freguesia de Caravelas do Município de Mirandela, freguesia com 12,59 km² de área e 152 habitantes (censo de 2021), tendo, por isso, uma densidade populacional de 12,1 hab./km².

## História
A sua fundação paroquial parece, ao que tudo indica, datar do século XVI, altura em que foi separada da freguesia de Santa Maria de Bornes.
A nível administrativo, a pequena localidade de Caravelas manteve-se sempre ligada a Bornes, vindo a instituir-se, já no século XVIII, como pequeno concelho dependente do de Mirandela. O século XIX traria, contudo, alguma instabilidade administrativa, daí se explique que Caravelas tenha sido transferida para o concelho de Cortiços, aí permanecendo até 31 de Dezembro de 1853, altura em que passou para o de Mirandela.  A 24 de Outubro de 1855, Caravelas voltaria, definitivamente, para o concelho (atual município) de Mirandela, aí permanecendo até hoje.
Intimamente ligado à história de Caravelas está o nome dos Marqueses de Távora, seus donatários até o ano de 1759, data em que a freguesia passou para as mãos da Coroa Real, aí ficando até 1834.
Outro marco histórico a ter em conta prende-se com a fundação da primeira Escola Primária de Caravelas em março de 1864, altura em que foi lançado o decreto para a sua construção.
Aliada à riqueza histórica desta pequena localidade está a beleza natural das suas paisagens. Caravelas guarda os traços típicos do Nordeste Transmontano rural, com as suas casas tradicionais, nas quais se destacam as largas varandas em madeira. Os invernos amenos contrastam com os verões quentes e secos, conferindo as condições ideais para o cultivo da oliveira, da vinha, da amendoeira ou do sobreiro.
No centro da povoação destacam-se a Igreja Matriz e o Largo Principal, com a sua “fonte romana” e o “coreto”, onde actuava a banda em dias de festa.

## Demografia
A população registada nos censos foi:
| Distribuição da População por Grupos Etários | Distribuição da População por Grupos Etários | Distribuição da População por Grupos Etários | Distribuição da População por Grupos Etários | Distribuição da População por Grupos Etários |
| -------------------------------------------- | -------------------------------------------- | -------------------------------------------- | -------------------------------------------- | -------------------------------------------- |
| Ano                                          | 0-14 Anos                                    | 15-24 Anos                                   | 25-64 Anos                                   | > 65 Anos                                    |
| 2001                                         | 22                                           | 37                                           | 125                                          | 85                                           |
| 2011                                         | 14                                           | 13                                           | 98                                           | 89                                           |
| 2021                                         | 6                                            | 6                                            | 68                                           | 72                                           |